# Osbornellus ater
Osbornellus ater är en insektsart som beskrevs av Beamer 1937. Osbornellus ater ingår i släktet Osbornellus och familjen dvärgstritar. Inga underarter finns listade i Catalogue of Life.